# Élishéba (femme d'Aaron)
Élishéba, sœur de Nahshon, est la fille d'Amminadab. Elle épouse Aaron dont elle a quatre fils appelés Nadab, Abihu, Éléazar et Ithamar comme l'indique Exode 6,23.

## Sources bibliques
Aaron prend pour femme Élishéba la fille d'Amminadab, la sœur de Nahshon et lui donne Nadab, Abihu, Éléazar et Ithamar.
Une descendante d'Aaron et d'Élishéba est Élisabeth mère de Jean le Baptiste.

## Sources non bibliques
Poua et Shiphra sont les deux sages-femmes chargées par le roi d'Égypte de tuer les enfants mâles hébreux qui naissent. Rachi identifie Poua à Myriam la belle-sœur d'Élishéba et identifie Shiphra à Yokébed la belle-mère d'Élishéba.
Élishéba est enterrée dans le tombeau des Matriarches à Tibériade (fondée sur l'ancien site de Raqqath).